# Шърман (окръг, Небраска)
Вижте пояснителната страница за други значения на Шърман.
Окръг Шърман (на английски: Sherman County) е окръг в щата Небраска, Съединени американски щати. Площта му е 1481 km², а населението - 3318 души (2000). Административен център е град Луп Сити.